# Prasat Ban Prasat
Cet article concerne le temple de la province de Si Saket. Pour le temple de la province de Surin, voir Prasat Ban Prasat (Surin).

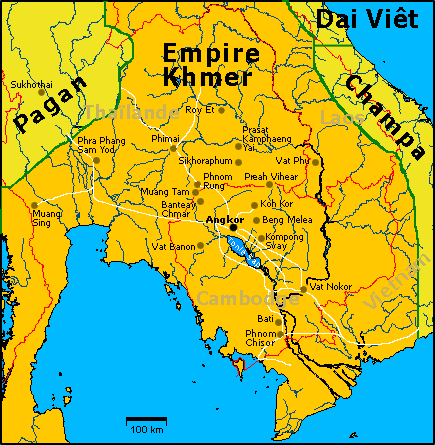
Principaux sites khmers

Le Prasat Ban Prasat (thaï : ปราสาทบ้านปราสาท) est un ancien sanctuaire khmer situé en Thaïlande près de Huai Thap Tan, dans la Province de Si Saket. Dédié à Shiva, il a été construit entre le milieu du Xe siècle et le milieu du XIe siècle.

## Le sanctuaire khmer
Il est constitué de trois tours de brique, alignées sur un axe nord-sud et construite sur une base en latérite. Les trois tours font face à l'est et sont entourées d'un mur d'enceinte avec une seule entrée. Entre 1558 et 1657, le sommet des tours a été modifié, conformément aux us bouddhistes, comme cela a été fait au Prasat Sikhoraphum.
Quelques pièces -dont deux linteaux- sont conservés sous clé derrière le site

## Photographies

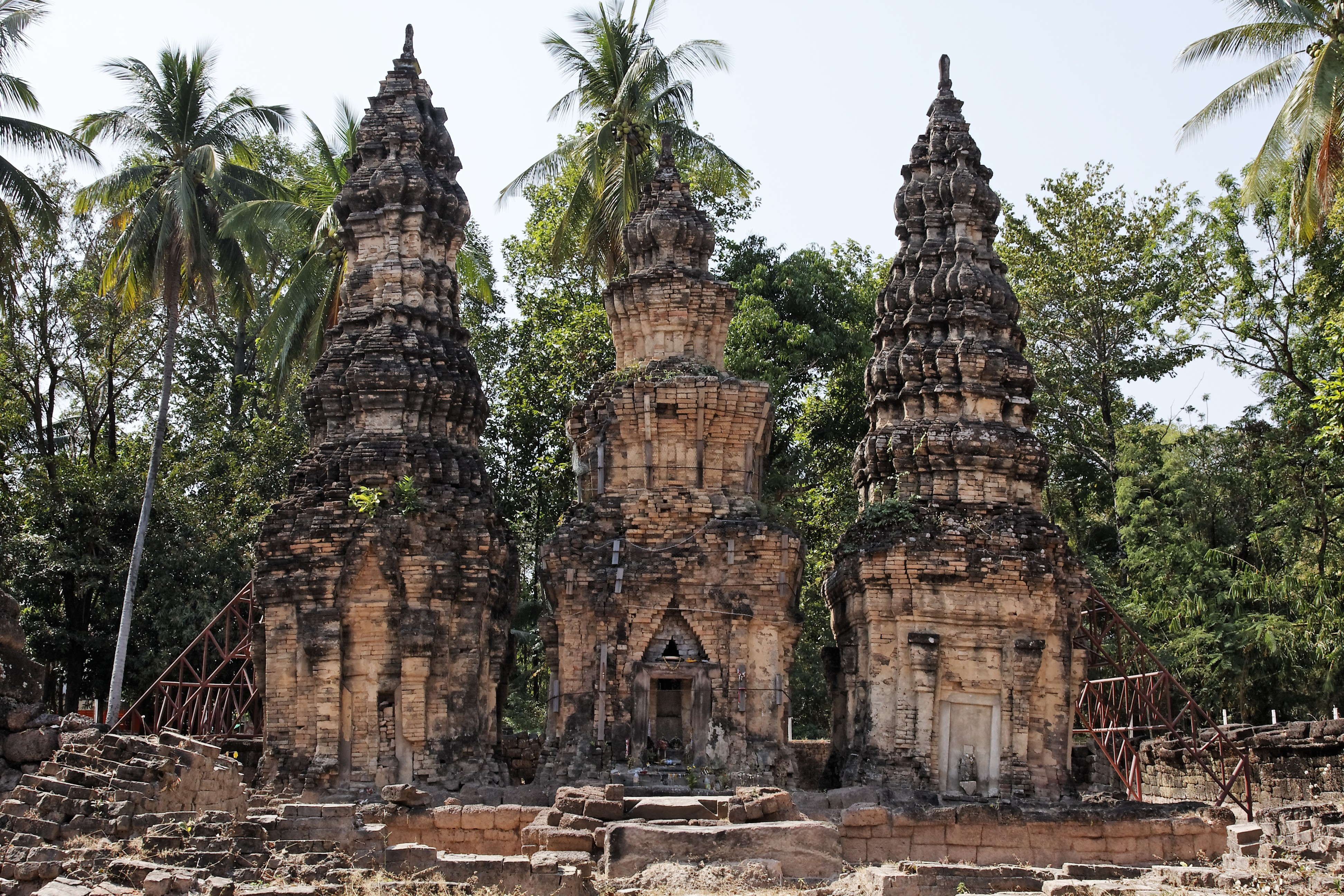
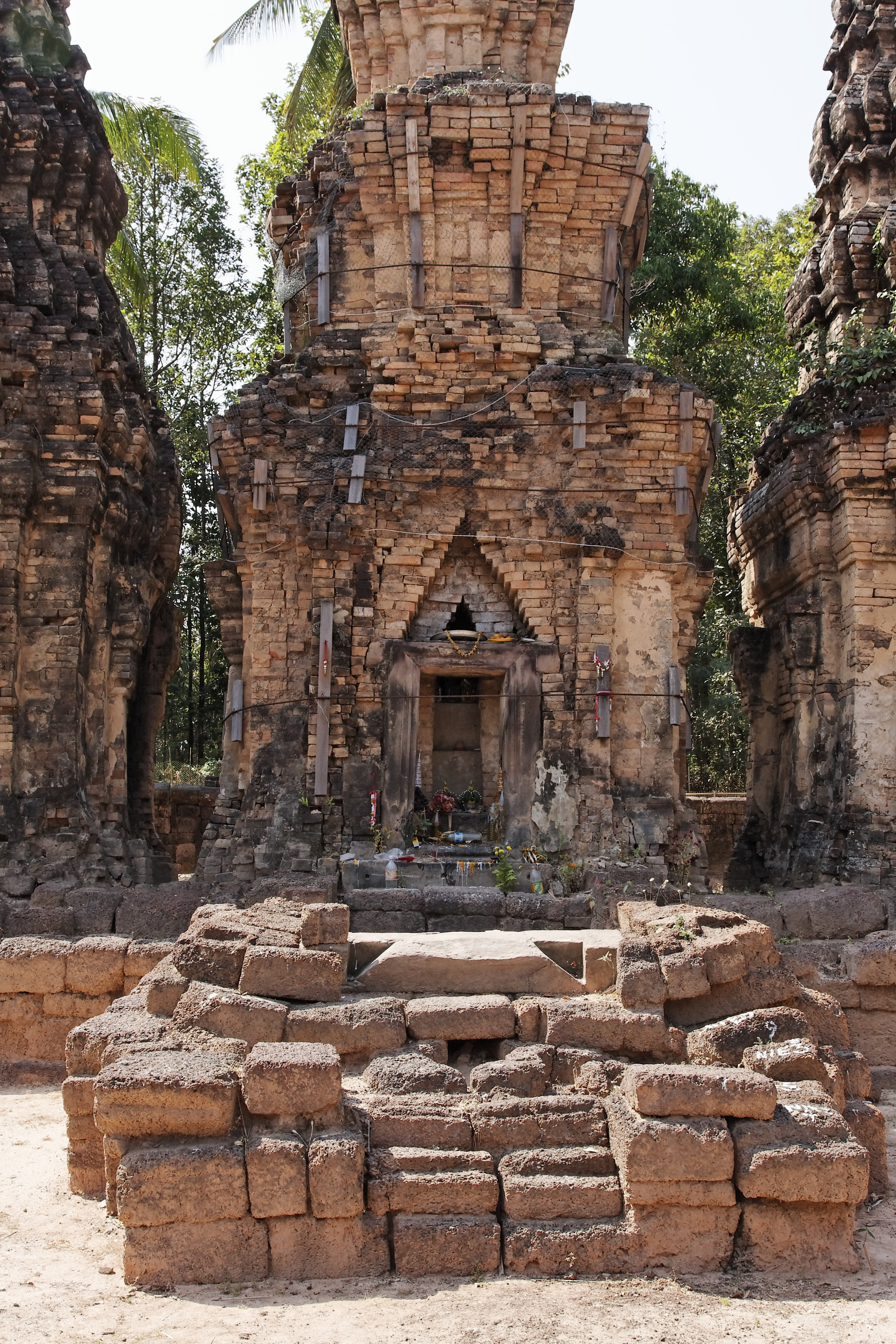
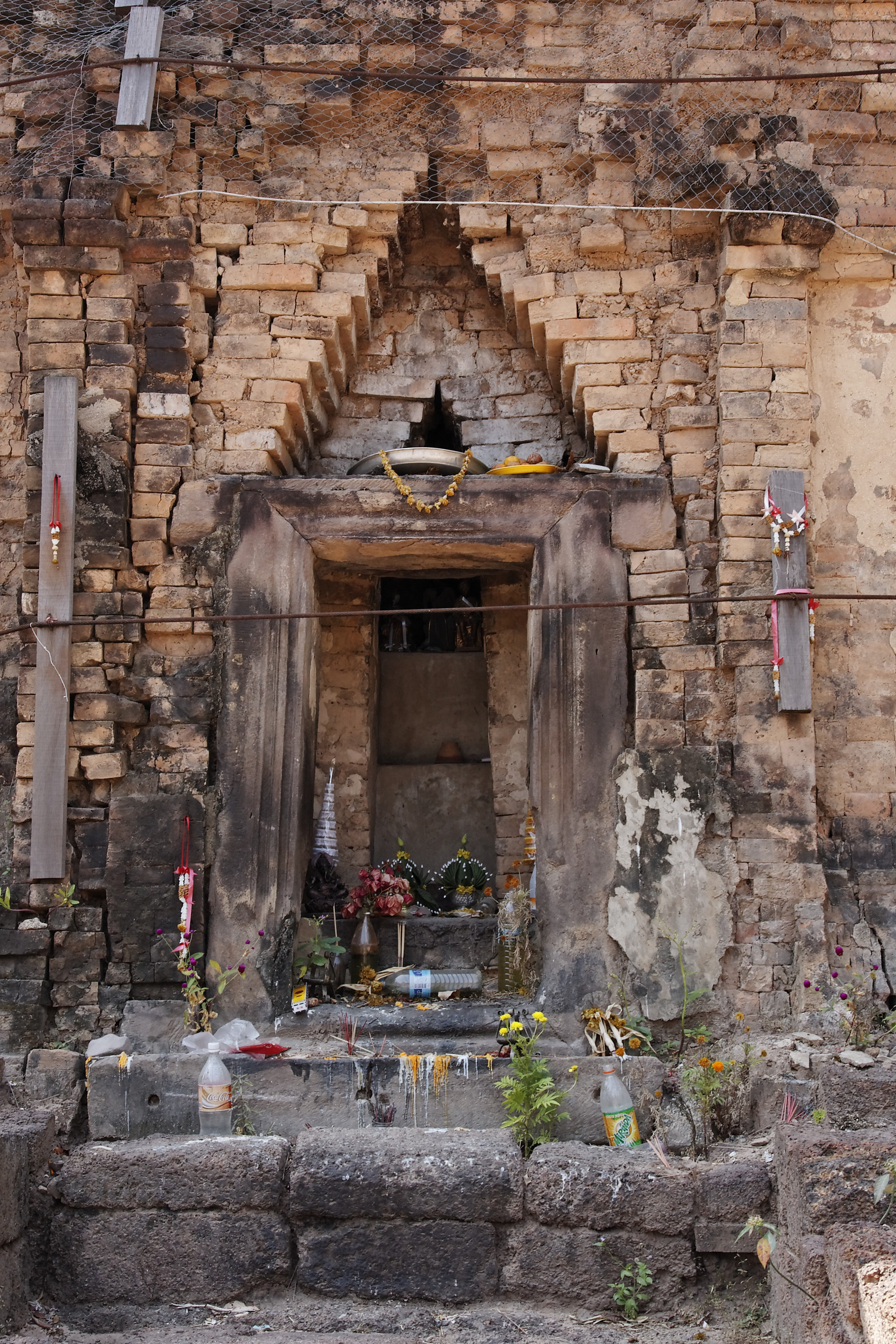
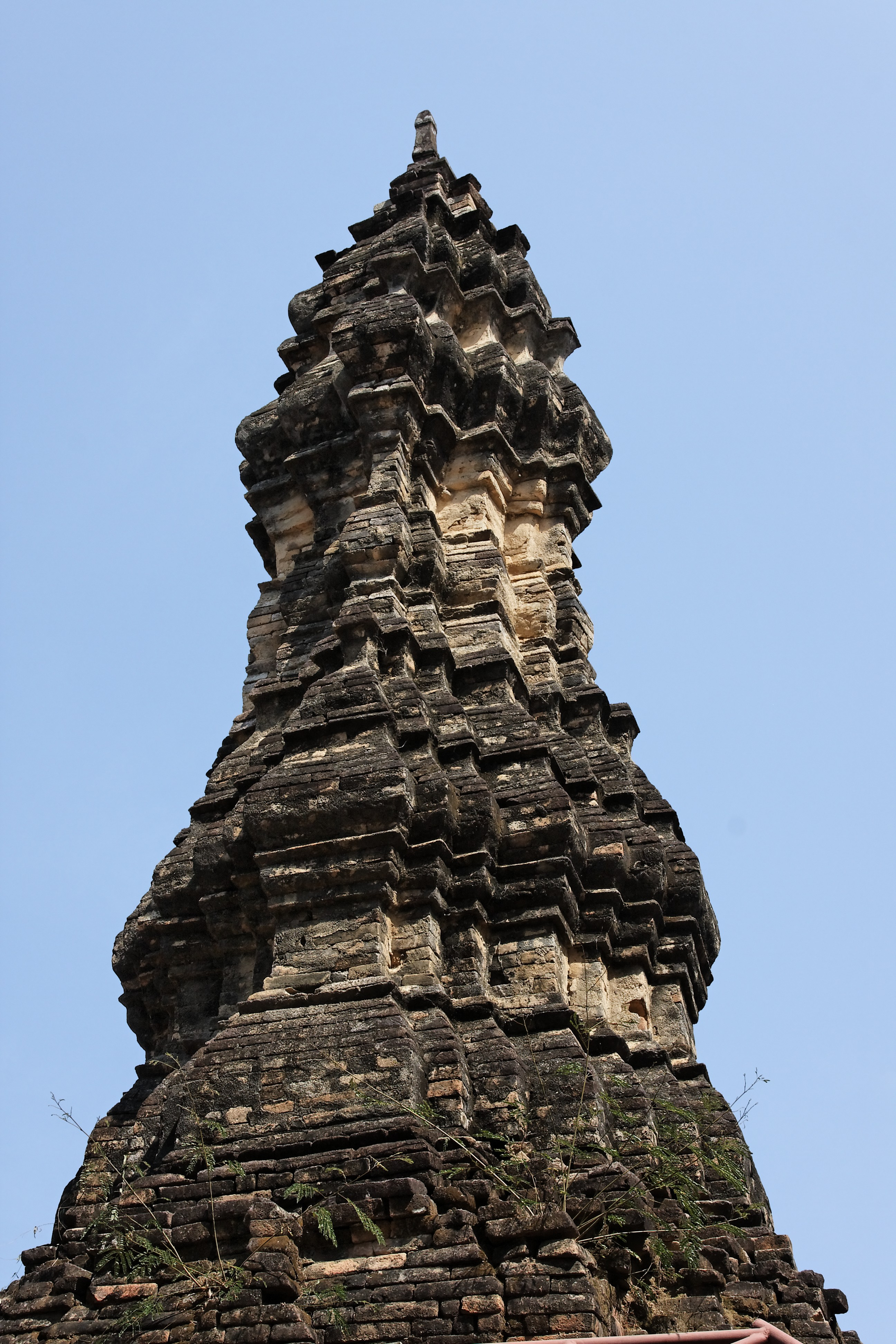
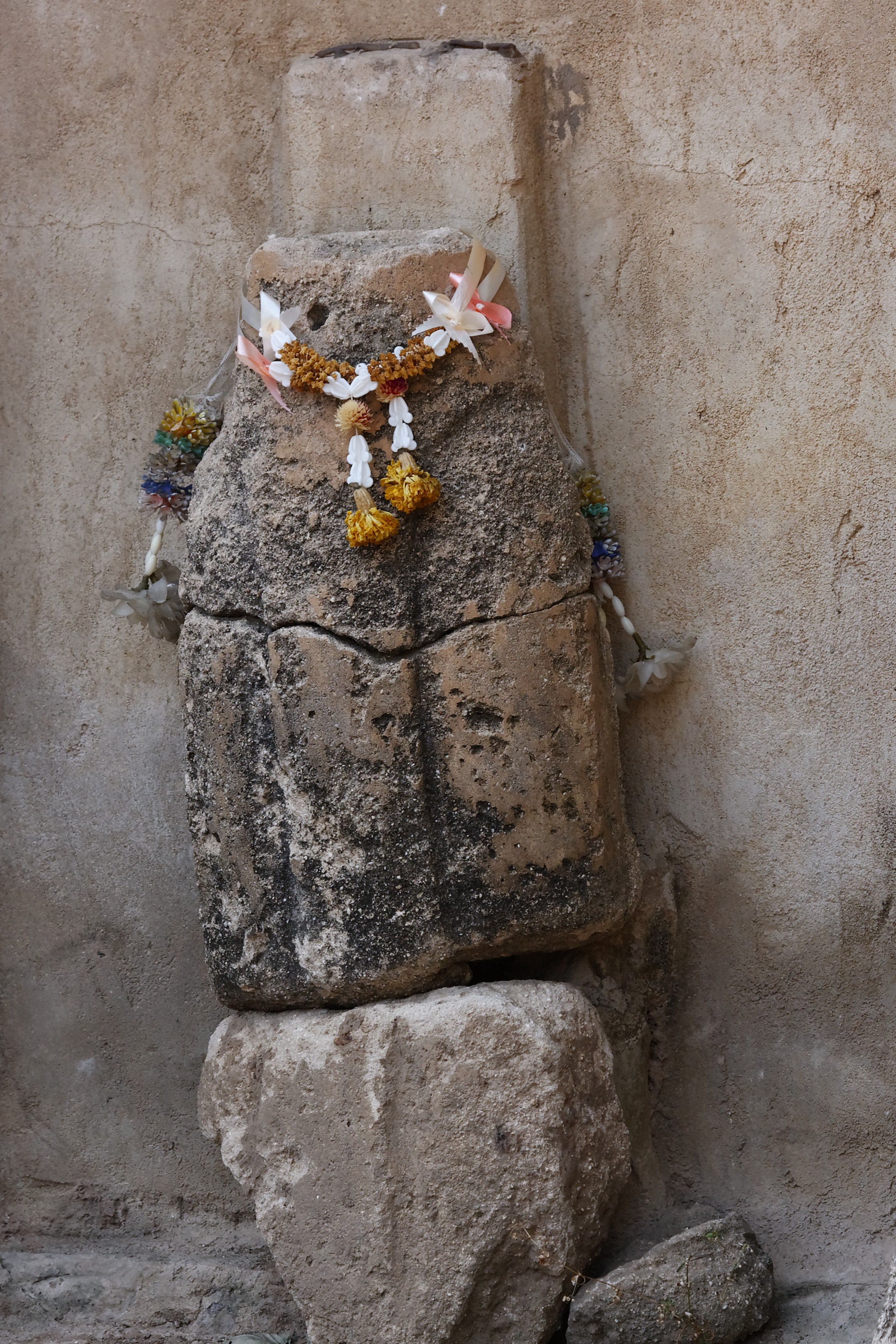
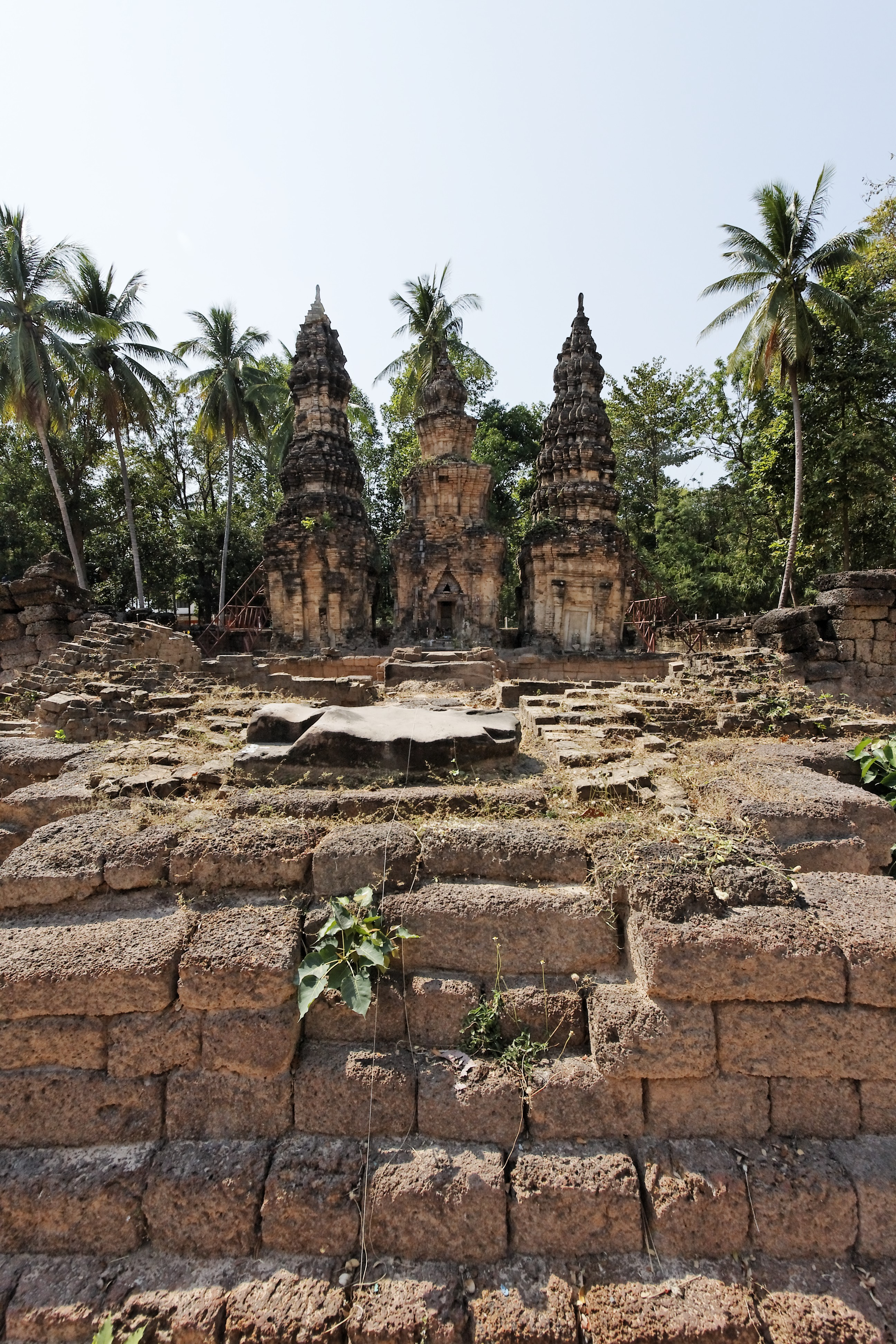
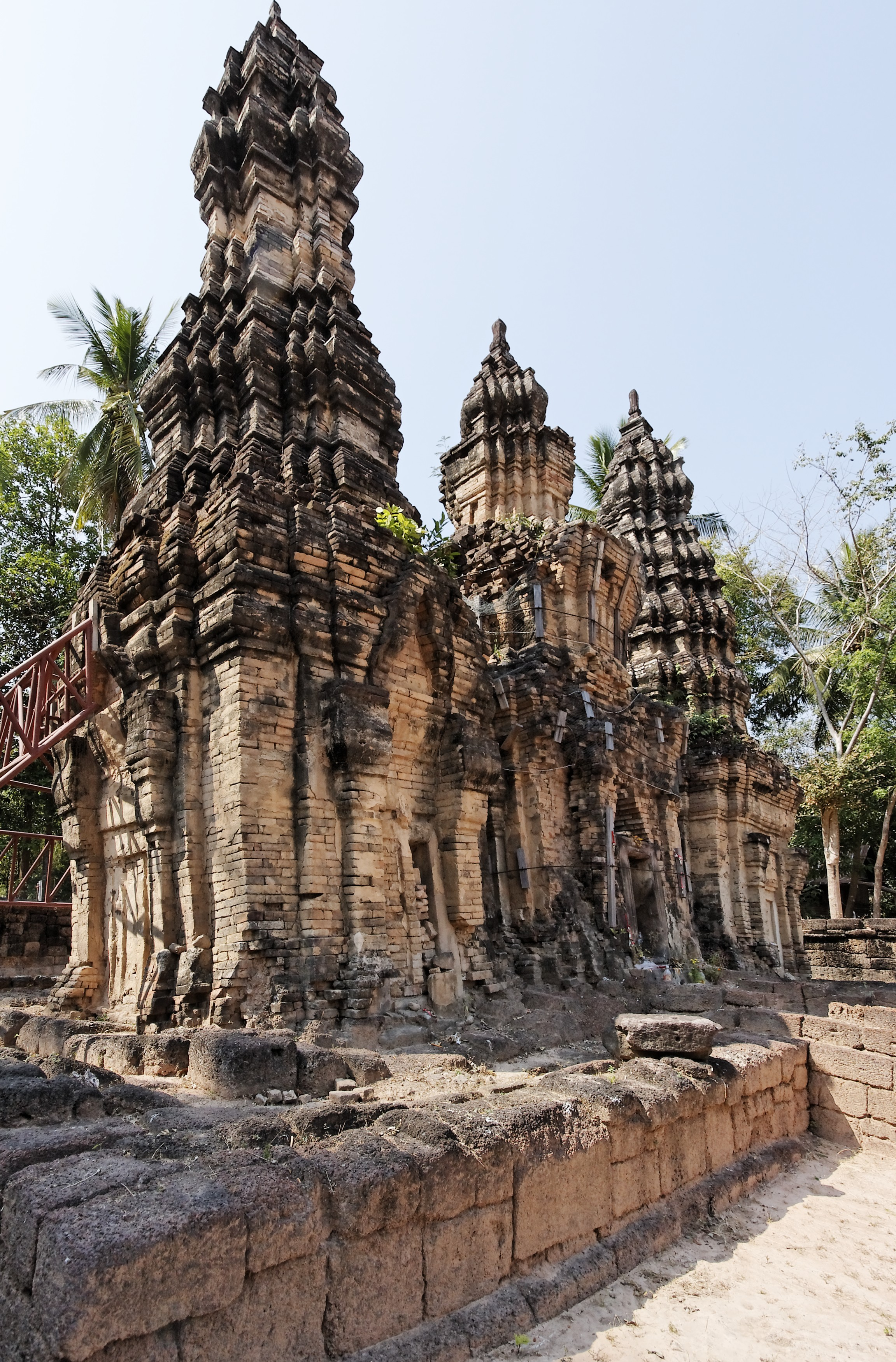
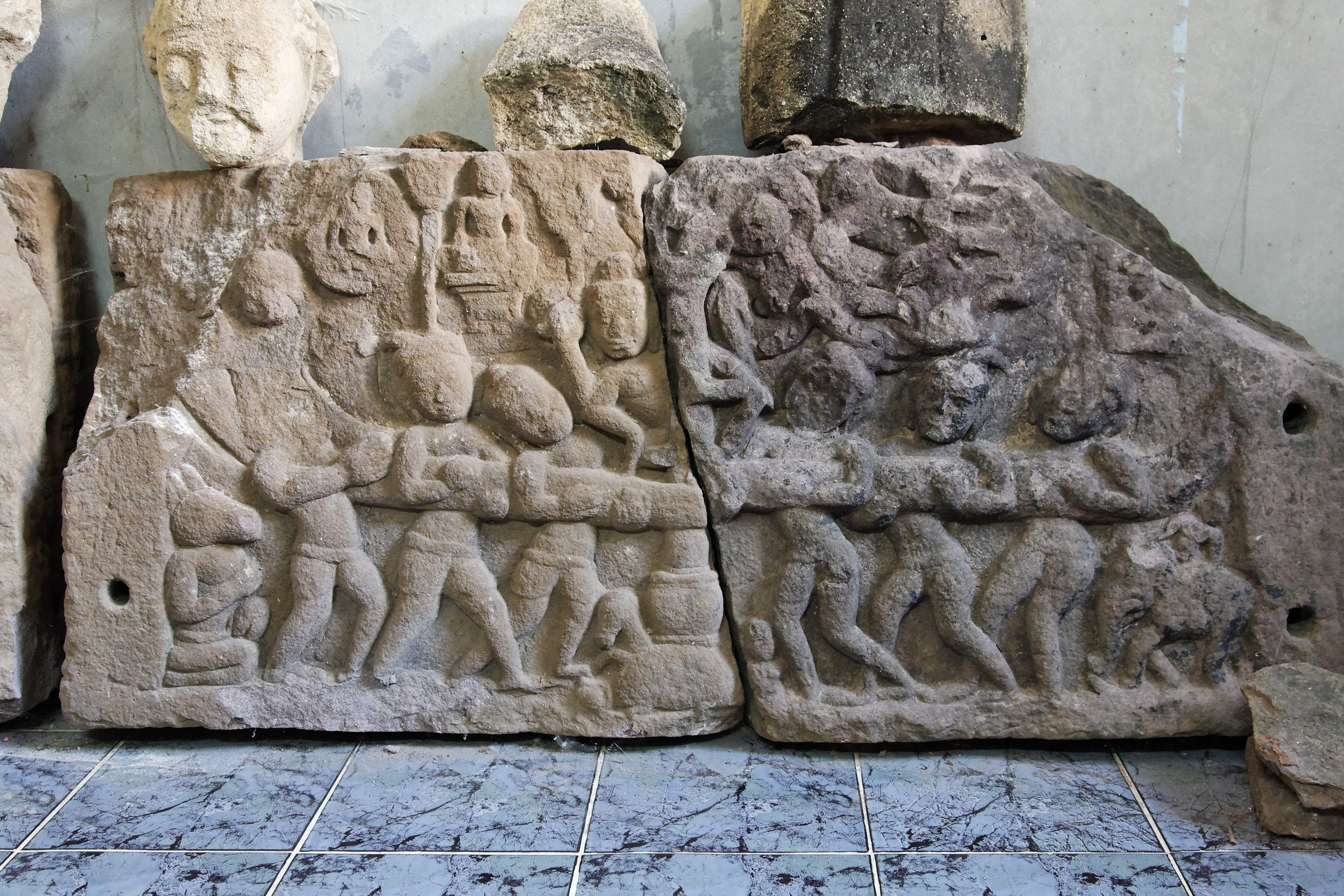
Linteau : scène du Ramayana : le barattage de l'océan de lait
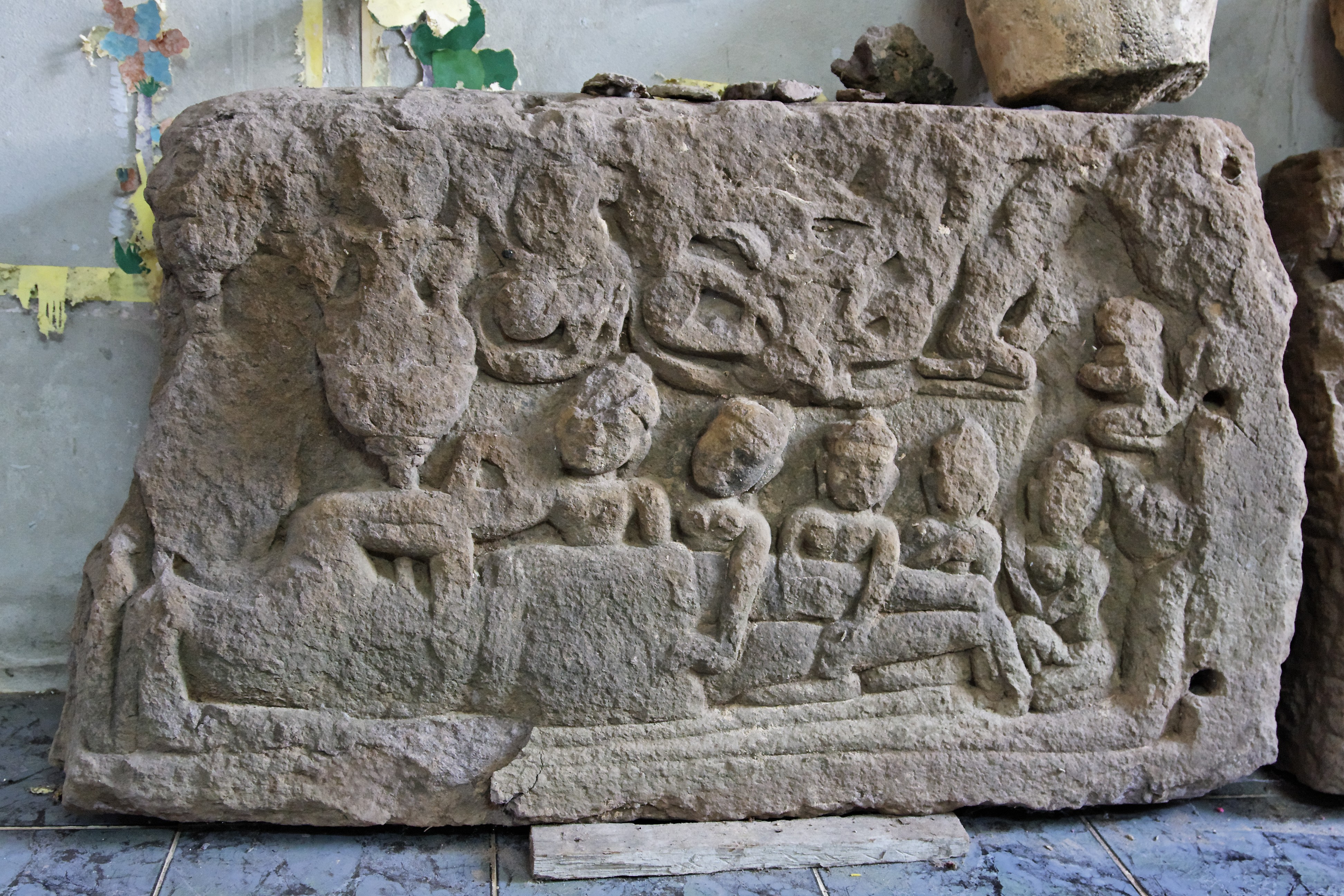
Linteau : Vishnou allongé sur le serpent Ananta